# Лучников Олексій Андрійович
Олексій Андрійович Лучников (рос. Алексей Андреевич Лучников; 16 лютого 1992, м. Озерськ, Росія) — російський хокеїст, нападник. Виступає за «Сибір» (Новосибірськ) у Континентальній хокейній лізі.
Вихованець хокейної школи «Трактор» (Челябінськ). Виступав за «Білі Ведмеді» (Челябінськ), «Білі Тигри» (Оренбург).